# Victor Hasselblad
Fritz Victor Hasselblad, född 8 mars 1906 i Göteborg, död 5 augusti 1978 i Göteborg, var en svensk industriledare, kamerakonstruktör och ornitolog. Han var grundare av och verkställande direktör för Victor Hasselblad AB samt initiativtagare till Hasselbladkameran 1948. Att kameran kom att heta Hasselblad var ett förslag av Kodak, efter att Victor Hasselblad berättat om sina svårigheter med att få ett namn inregistrerat.

## Biografi
Victor Hasselblad var son till Karl Erik Hasselblad (1874–1942), chef för familjeföretaget Hasselblads Fotografiska AB, och Maria Hasselblad, född Carlander (1879–1966). Föräldrarna skilde sig 1915 när Victor Hasselblad var nio år. Victor Hasselblad gifte sig den 19 juni 1934 i Seglora kyrka i Stockholm med Erna Nathhorst (1914–1983), dotter till kapten Bertel Nathhorst och journalisten Mary T. Nathhorst, född Tesch. Victor och Erna Hasselblad träffades julen 1933 och bosatte sig efter giftermålet i Göteborg och senare på ön Råö i Onsala. De hade också en lägenhet högst upp i Hasselbladhuset.
Victor Hasselblad hade två systrar och en yngre bror. Han omskrivs som omvittnat blyg under uppväxtåren. En kusin var hans bästa vän och de gjorde utflykter i naturen, där Victor gärna tecknade och gjorde anteckningar. Även kameror och film fanns tidigt med i bilden och han såg redan i unga år möjligheterna i dessa.
Hasselblad studerade vid Högre latinläroverket i Göteborg 1920–1923 där han fick högsta betyg i biologi med botanik. Hans anteckningar från dessa år låg till grund för boken Flyttfågelstråk som gavs ut 1935 på Bonniers förlag. Efter studierna vid latinläroverket praktiserade Hasselblad i en av Kodak-Pathés fotobutiker i Paris 1923–1924, vid ICA Werken (Zeiss Ikon) i Tyskland 1924 och vid Eastman Kodak Company i Rochester i New York 1925. Under denna period var han även gäst i George Eastmans hem. Dessa två år bakom disken i fotobutiker, i kamerafabriker, i laboratorier, och med administrativt arbete gav goda erfarenheter och gjorde honom självförsörjande.

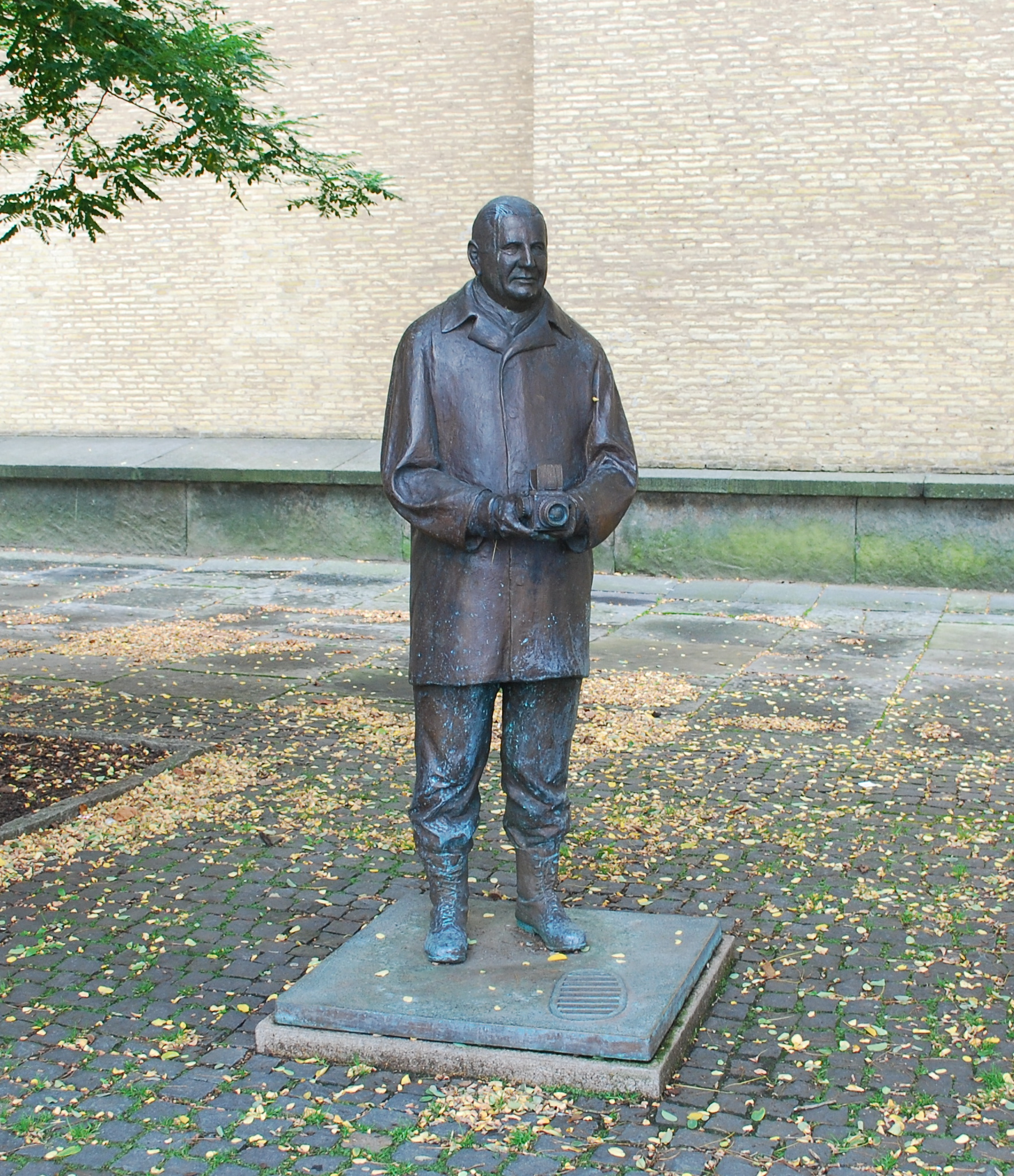
Staty av Victor Hasselblad, utanför Hasselblad Center på Götaplatsen i Göteborg.

År 1926 konstruerade Victor Hasselblad en teknik för blixtljussynkronisering.[källa behövs] Samma år fotograferade han med den stora och tunga kameran Graflex 8 x 10,5 cm försedd med ett Goerz teleobjektiv. Han använde den i Lappland under sina ornitologiska studier kring fåglars flyttvägar, och året därpå och senare även i Danmark och Nederländerna. Med sig på dessa resor hade han ett intyg från professor Leonard Jägerskiöld, intendent vid Naturhistoriska museet i Göteborg: "Min vän Herr Victor Hasselblad ämnar inom kort företaga en resa till Danmark och Holland för att fotografera fågellivet på därför lämpliga lokaler. Jag känner Herr Hasselblad sedan gammalt, icke blott som skicklig fotograf, utan även som en varm naturvän. Jag är övertygad om, att han kommer att uppträda med all hänsyn och ej på något sätt skada eller oroa djurlivet, varför jag på det bästa kan rekommendera honom. Göteborg, Naturhistoriska Museet, 11 maj 1929. L.A. Jägerskiöld. Professor. Intendent." Studierna över fåglars flyttningsrutter tog honom honom från Abisko i norr till Camargue i södra Frankrike. Med kamera och noteringar dokumenterade han fågellivet och skrev artiklar för antologier och professionella tidskrifter.
Vid utställningen Internationella Fotografiutställningen i Göteborg (IFUG) 1929 på Göteborgs Konsthall, som omfattade cirka 1 800 fotografier av 280 fotografer från hela världen, fick den 23-åriga Victor Hasselblad med tio bilder. Juryn bestod av Torgny Segerstedt, Axel Romdahl, Henry B. Goodwin och Birger Bæckström. För Jägerskiölds "Naturens liv i ord och bild" skrev Hasselblad en rad rikt illustrerade artiklar, med fotografier som publicerades i fyra band 1928-1931. Sin första artikel fick han publicerad 1926 i nummer ett av den tyska tidskriften Photo-Technik, tryckt i Dresden. Fem bilder av häger, vit stork, knölsvan och ugglor samt tre och en halv sidor text, med rubriken "Wie photographiere ich Vögel?" ("Hur fotograferar jag fåglar?")
Victor Hasselblad anställdes 1925 vid Hasselblads Fotografiska AB och grundade 1937 butiken Victor foto AB på Kungsportsplatsen i Göteborg, ungefär samtidigt som han även startade ett fotolaboratorium för framkallning, kopiering och förstoring. Hustrun Erna skötte butikens och laboratoriets bokföring. Victor Hasselblad lämnade 1937 det gamla familjeföretagen Hasselblads Fotografiska AB och F.W. Hasselblad & Co, det senare grundat 1841 av hans farfarsfar Fritz Victor Hasselblad. Med sin fotobutik, sitt laboratorium och längre fram sin kameraverkstad blev han istället sin egen. Efter faderns bortgång 1942 lyckades han låna nödvändigt kapital och förvärvade aktiemajoriteten i F.W. Hasselblad & Co. och fick därmed också kontrollen över Hasselblads Fotografiska AB som bland annat var generalagent för alla Kodaks produkter i Sverige.
År 1941 grundade han och blev VD för Victor Hasselblad AB i Göteborg, samma år som han grundade och blev VD för Igete AB. Han tog över som VD för Hasselblad fotograf AB 1944-1966, var VD för F.W. Hasselblad & Co. 1958-1977 samt ordförande i Säfveåns AB från 1977. Han var styrelseledamot i Bäckhammars bruk och i Investment AB Skansen Lejonet. Han var även styrelseordförande för Kodak AB, ledamot av Handelsföreningen i Göteborg samt ledamot av Photographic Society of America (1951). Mot slutet av sitt liv blev han mycket förmögen och instiftade 1978 Erna och Victor Hasselblads stiftelse, som sedan 1980 delar ut Hasselbladpriset.
För att testa den elmotordrivna Hasselblad 500EL for makarna Hasselblad till Brasilien i januari 1963. Där träffade de bland annat naturvetaren och ekologen Augusto Ruschi som året därpå lät namna en vriesia efter paret, Vriesia hasselbladi. Senare studier indikerar dock att taxonet inte är en egen art utan en synonym till Vriesea fosteriana. I publikationen från 1964 där växten beskrivs skriver Ruschi bland annat att "den har tillägnats det svenska paret Victor och Erna Hasselblad, stora naturälskare, som besökte Museu de Biologia under en studieresa i januari 1963."

## Hasselbladskamerorna

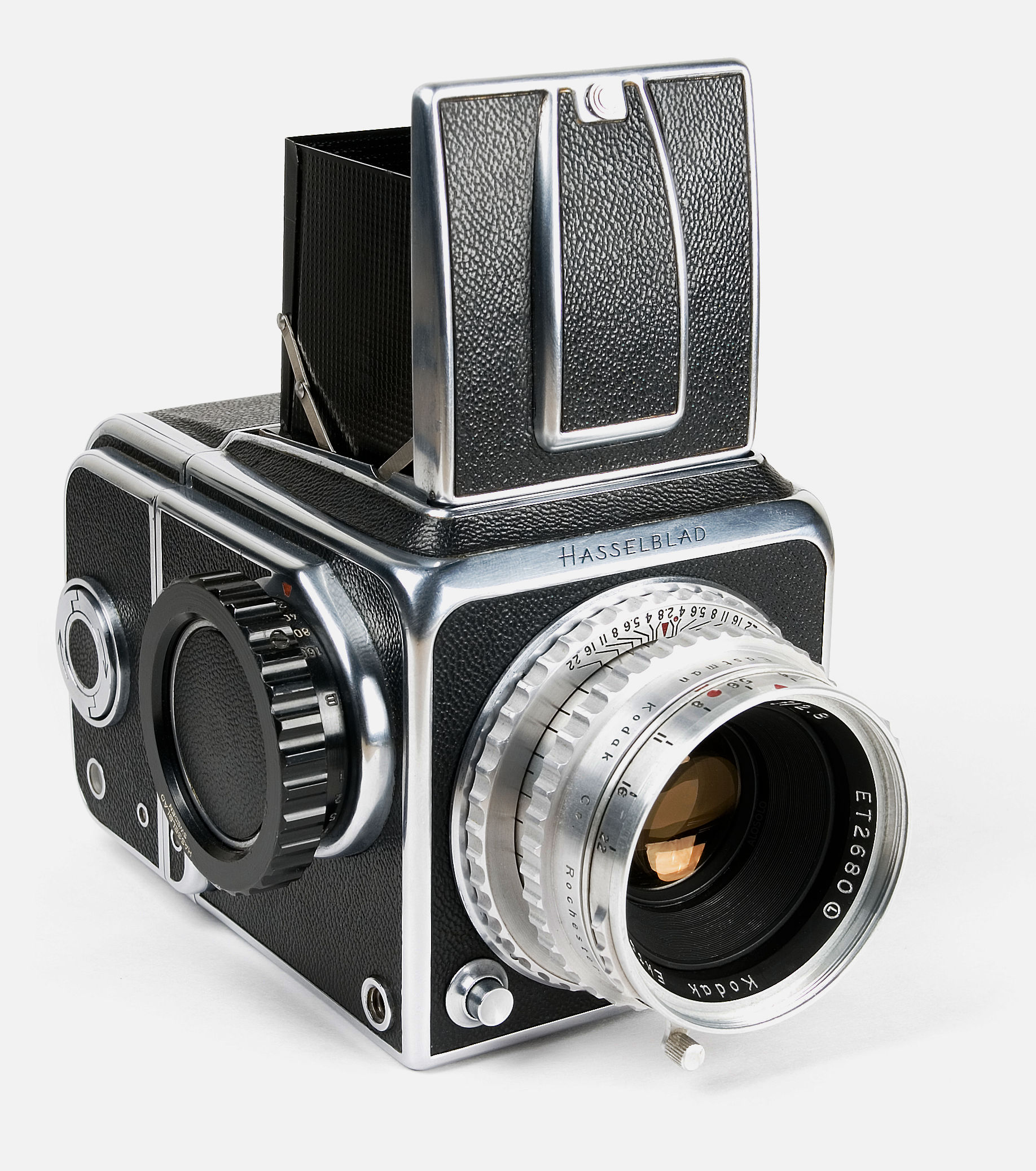
Hasselblad 1600F.

Idén till sin kamera fick Victor Hasselblad då han under ungdomsåren reste runt för att fotografera fåglar. Han publicerade även sina tankar om en ny kameratyp. Under Andra världskriget påträffades en spaningskamera i ett av tyskarnas spaningsplanen som sköts ner över Sverige. Det svenska flygvapnet var i akut av en liknande kamera som därför tog kontakt med Hasselblad: "Jag fick en förfrågan som löd ungefär: 'Kan Ni tillverka en sån här kamera?' han tyckte inte att kameran var speciellt avancerad, och svarade sanningsenligt: 'Nej, det kan jag inte, men jag kan göra en som är bättre.', och fick omedelbart klartecken". Hasselblad hade vid denna tidpunkten den inregistrerade firman Ross AB, men ingen verkstad. I april 1940 startade han sin verkstad i ett garage vid Järntorget i Göteborg. Åke Tranefors blev Hasselblads första fast anställde medarbetare och blev kvar i närmare fyrtio år då han avgick med pension 1980. Vid nyåret 1941 flyttade man verksamheten från "skjulet" till mer ändamålsenliga verkstadslokaler. 

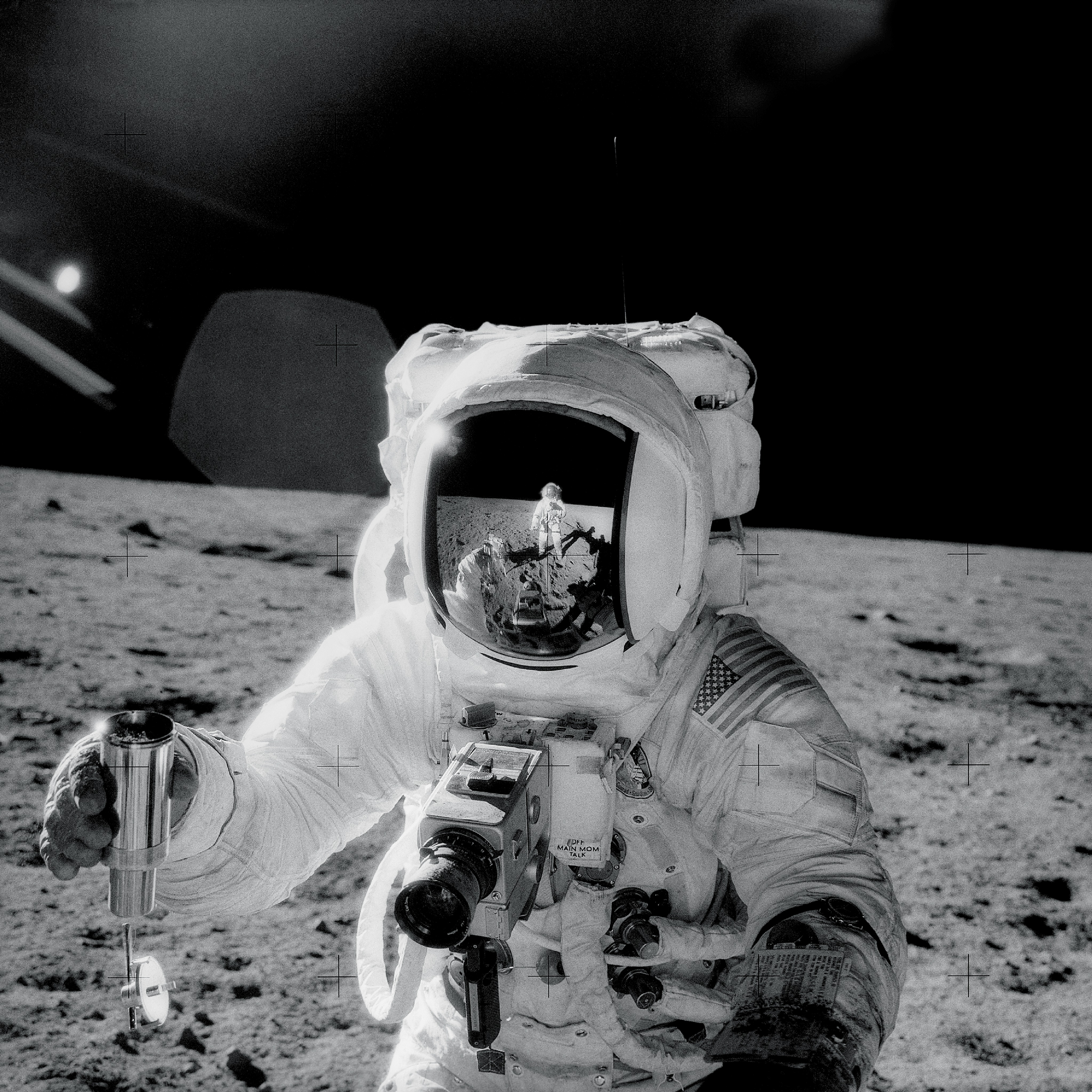
År 1962 utsåg den amerikanska rymdstyrelsen NASA Hasselbladskameran till sin officiella ”rymdkamera”.

Den första kameran ur serien "Flyghandkamera HK7" var då levererad till flygvapnet och kom att tillverkas i cirka 240 exemplar. Flygvapnet kom med nya beställningar, nu för en kamera med större negativformat för fast montering i spaningsplanen. Firman hade nu bytt namn till Victor Hasselblad AB som producerade en större kameramodell med negativformatet 12 x 12 cm. Kameran fick också utbytbara magasin och kikarsikte med lupp. Modellen, för fast montering, fick namnet "SKa4".
I samband med Ulvenkatastrofen 1943 uppmärksammades Hasselblad, då han föreslog flygvapnet att göra seriebildtagningar över olycksområdet. Han lät flygvapnet förfoga över en av sina medarbetare som fotograf, och genom att använda polarisationsfilter fick man fram skuggbilder av ubåten på havsbottnen. Kameran var tillverkad av Hasselblad.
Den första civila kameran lanserades tre år efter krigsslutet och blev direkt en succé bland professionella fotografer. År 1962 utsåg den amerikanska rymdstyrelsen NASA Hasselbladskameran till sin officiella ”rymdkamera” och de användes senare av astronauterna på månen. Den snabba kameramodellen med beteckningen 2000FC, var den sista i sitt system som Victor Hasselblad hann med att prova. Än idag bygger de moderna digitala Hasselbladkamerorna på Victor Hasselblads grundidé.

## Utmärkelser

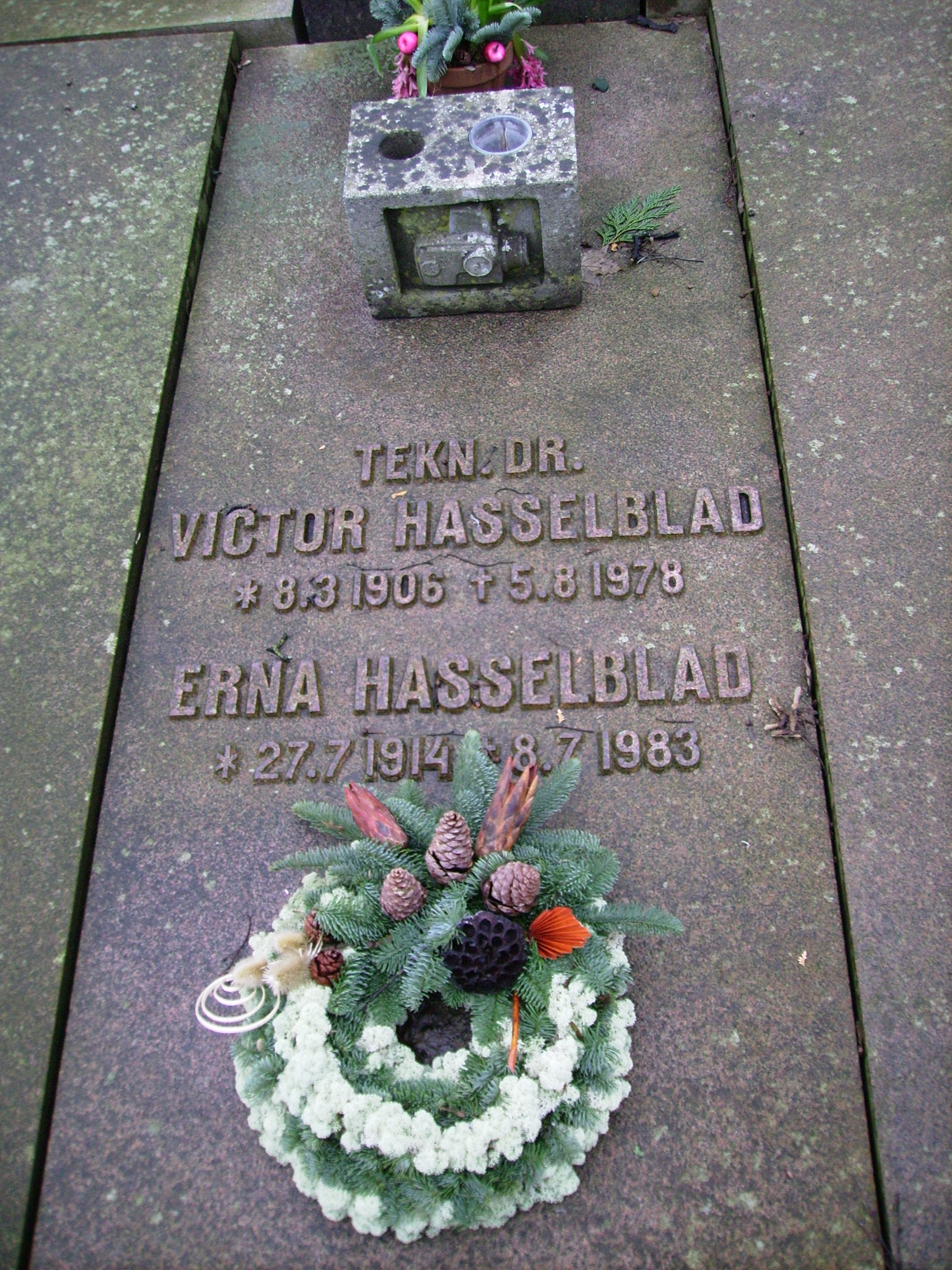
Victor Hasselblads gravvård på Örgryte gamla kyrkogård i Göteborg.

- Kommendör med stora korset av Nordstjärneorden, 6 juni 1974.[29]
- Kommendör av första klass av Vasaorden, 1967.
- Ledamot av Kungliga Gustav Adolfs Akademien för svensk folkkultur 1957
- Teknologie hedersdoktor vid Chalmers tekniska högskola 1968[30]
- Hedersledamot Kungliga Vetenskaps- och Vitterhetssamhället i Göteborg 1972
- USCamera Award 1966
- Mekanprismat 1969
- Flormanmedaljen i guld 1970[31]

Victor Hasselblad var medlem av Royal Bachelors' Club i Göteborg 1947–1978.